# رولف کانیس
رولف کانیس (انگلیسی: Rolf Kanies؛ زادهٔ ۲۱ دسامبر ۱۹۵۷) یک هنرپیشه اهل آلمان است.
از فیلم‌ها یا برنامه‌های تلویزیونی که وی در آن نقش داشته است می‌توان به سقوط، زنی در برلین، کنتس، هیتمن: مأمور ۴۷ اشاره کرد.